# 阿森车站

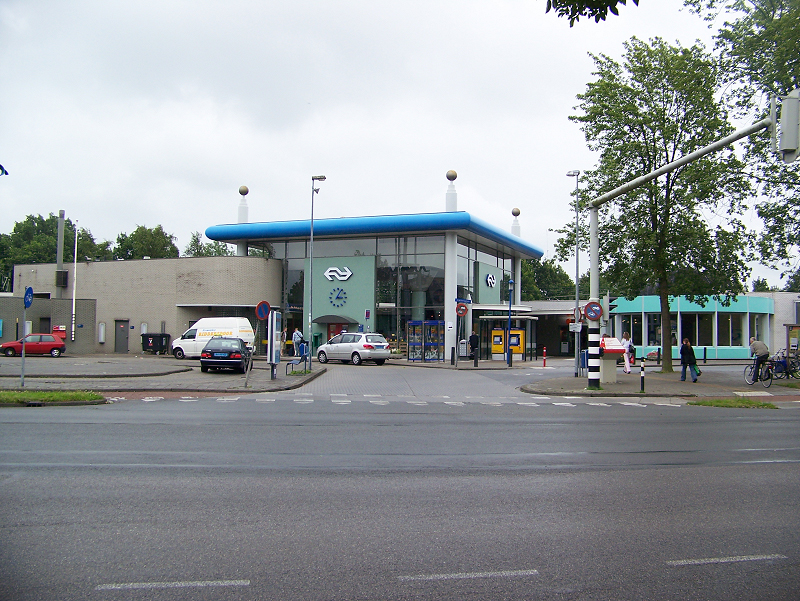
1989年建造的阿森舊站，已於2016年2月拆除

阿森車站（荷蘭語：Station Assen）是荷蘭德倫特省首府阿森的主要鐵路車站，位於梅珀爾－格羅寧根鐵路上，於1870年5月1日啟用。1989年建造的車站建築於2016年2月被拆除，由一幢臨時站取代。新車站大樓的建設於2017年開始，於2018年5月14日啟用，全數的工程於2018年11月完成。